# Bernardo Vieira de Souza
Bernardo Vieira de Souza ou somente Bernardo (Sorocaba, 20 de maio de 1990) é um futebolista brasileiro que atua como meio-campista. Atualmente atua pelo Jaraguá.

## Carreira
Bernardo é filho de José Hélio Alexandre de Souza, mais conhecido como Hélio Doido, que é um ex-futebolista brasileiro e jogou por clubes como Fluminense, Vitória, Palmeiras e Sport.
Bernardo foi promovido em 2009 para a equipe profissional do Cruzeiro, após se destacar na Copa São Paulo de Juniores, onde foi o artilheiro da competição.

### Cruzeiro
Bernardo estreou no profissional na vitória de 5–0 contra o Guarani-MG pelo Campeonato Mineiro de 2009. O jogador foi surpreendido pelas contusões de 3 companheiros, que forçaram o treinador Adílson Batista a utilizá-lo com mais frequência nos compromissos do Cruzeiro: Wagner, o titular da posição, sofreu um estiramento na coxa esquerda. O lateral esquerdo Fernandinho sofreu uma grave lesão de ruptura do ligamento cruzado no joelho, e Sorín não possuía condições de atuar devido à dores no calcanhar. Isso fez com que o substituto de Wagner, Gérson Magrão, fosse improvisado na lateral esquerda, dando espaço assim para a entrada de Bernardo na equipe.
O jogador foi elogiado repetidas vezes pelo treinador Adílson Batista, que, entretanto, destacou como pontos francos que devem ser corrigidos a falta de atenção e a imaturidade no posicionamento em campo quando o seu time não possui a posse de bola. O jogador, humildemente, agradece os conselhos do treinador e se mostra disposto a melhorar.
O primeiro gol de Bernardo no futebol profissional foi de pênalti que ele mesmo sofreu na goleada de 7–0 contra o Democrata.

### Goiás
Em 18 de maio de 2010 foi para o Goiás por empréstimo até o final do ano, quando retornou ao Cruzeiro.

### Vasco da Gama
Em 31 de janeiro de 2011 foi emprestado ao Vasco da Gama. Em junho, como um dos destaques da equipe na Copa do Brasil, ele foi campeão da mesma pelo Vasco. Com seu temperamento forte passes precisos e bom arremate de longa distância vem conquistando o torcedor desde que chegou. No dia 26 de outubro, na partida contra o Aurora da Bolívia, pelas oitavas de final da Copa Sul Americana, Bernardo com 10 minutos, marcou um golaço, onde ele fintou dois oponentes antes de marcar. Nesta partida o Cruzmaltino mesmo com um time misto goleou a equipe boliviana por 8–3. No dia 27 de novembro, fez o gol da vitória do Vasco aos 45 minutos do segundo tempo. O gol manteve o clube vivo e com condições de ser campeão brasileiro. Além disso, fez o seu 18º gol no ano, se tornando, assim, o artilheiro da equipe na temporada de 2011.
No início de 2012, teve seus direitos comprados pelo Vasco por R$ 3,5 milhões e assinou um contrato de 3 anos válido até o fim de 2014, mas a Lua de Mel durou pouco e acabou saindo do Vasco por atrasos de salário.
Em 13 de dezembro de 2012, a diretoria vascaína, após indefinições, confirmou a permanência de Bernardo, depois de retornar de empréstimo ao Santos, para 2013.
Em abril de 2013, depois de obter excelente retorno ao Vasco da Gama, sendo seu artilheiro na temporada, Bernardo se contundiu contra o Quissamã, pelo Estadual.Voltou aos gramados na partida contra o Santos no Maracanã no empate em 2–2. Voltou a marcar numa partida contra o  Náutico em que o Vasco venceu por 2–0 no Maracanã. Após o jogo, Bernardo falou à imprensa que não deixaria o Vasco cair, referindo-se a incômoda situação do clube no Brasileiro.
Em 2014, marcou seus dois primeiros gols na vitória do Vasco por 4–0 sobre o Audax e, depois da aposentadoria de Juninho Pernambucano, Bernardo foi considerado a aposta da diretoria para substituir o ídolo do clube.
Diante do Madureira, válido pela segunda rodada do Campeonato Carioca de Futebol de 2015, em 5 de fevereiro de 2015, completou 100 jogos com a camisa do Vasco e ainda marcou o primeiro da vitória por 2–0. Ganhou o Campeonato Carioca de Futebol de 2015, mas isso não foi o suficiente para ele permanecer na Colina. Após se envolver em polemicas extra-campo, o presidente Eurico Miranda lhe deu uma suspensão de 20 dias. Após o termino dessa suspensão, quando voltou a São Januário foi comunicado que não jogaria mais pela equipe.

### Santos
Mas em 15 de fevereiro de 2012, após uma partida válida pela Taça Guanabara, surgiu a notícia de que Bernardo havia entrado na Justiça cobrando salários atrasados e pedindo a rescisão de contrato. A situação foi contornada, o jogador retirou a ação mas, em 16 de março, sem ambiente no clube carioca, Bernardo acabou sendo emprestado ao Santos até o fim de 2012 na equipe santista teve o rendimento abaixo da média e acabou dispensado.

### Palmeiras
Em 7 de maio de 2014, Bernardo foi emprestado ao Palmeiras até o fim do ano. Pelo acordo, o Palmeiras teria opção pela compra de 50% do atleta, que, por sua vez, estava vinculado aos cariocas até dezembro de 2015.Mas, após apenas 2 meses no verdão, Bernardo estaria de saída do Palmeiras, com 3 jogos, e nenhum gol marcado.Bernardo esteve próximo de acertar por empréstimo com o Vitória, mas o regulamento da CBF. que permite que na temporada o jogador acerte no máximo com 2 clubes, impediu que ele acertasse. Em novembro do mesmo ano, o Palmeiras anunciou a devolução de Bernardo ao Vasco da Gama, assim que terminasse a temporada. Ele não conseguiu se firmar no Verdão, foram apenas sete jogos e nenhum gol marcado.

### Ceará
No dia 9 de julho, Bernardo foi emprestado ao Ceará até o final de 2015, quando também se encerraria seu vinculo com o Vasco. Após cumprir o seu empréstimo com a equipe cearense, Bernardo deixou o Ceará e consequentemente o Vasco, pois seu contrato terminaria no fim da temporada 2015.

### Ulsan Hyundai
Em 30 de dezembro de 2015, o Ulsan Hyundai anunciou em seu site oficial a sua contratação.

### Coritiba
No dia 23 de junho de 2016, Bernardo acertou com o Coritiba, ficou 6 meses no futebol curitibano, sem ter atuado em nenhuma partida.

### Botafogo-SP
Em 30 de dezembro de 2016, Bernardo acertou com o Botafogo-SP, para a temporada 2017.

### Ipatinga
Em 3 de janeiro de 2018, o Ipatinga Futebol Clube anunciou a sua contratação para a disputa do Campeonato Mineiro Módulo II.

### Passagens por outras equipes
Em 2018 até 2019, Bernardo defendeu o Al-Khaleej, da Arábia Saudita, onde disputou a segunda divisão do Campeonato Saudita.
Em 2020, retorna ao Brasil, para defender o Volta Redonda, do Rio de Janeiro. Ainda em 2020, após ter disputado o Campeonato Carioca com o Voltaço, Bernardo acertou com o TSW Pegasus FC, de Hong Kong, para a disputa da primeira divisão do Campeonato Nacional.
Em 2021, defendeu o Rio Branco, do Paraná. No mesmo ano, acertou com o Brasiliense, do Distrito Federal, onde ficou até 2022.
Em 2023, defendeu o Maguary, de Pernambuco, e teve sua saída confirmada devido a uma polêmica que o jogador esteve envolvido com mais quatro jogadores, em que gravaram um vídeo em um bar depois de uma derrota para o Retrô.. No mesmo ano, atuou também no Maricá, do Rio de Janeiro.
Em 2024, retornou ao Brasiliense, mas ao longo da temporada saiu do clube. No mesmo ano, atuou também no URT, de Minas Gerais.
Em 2025, acertou com o Democrata-GV, de Minas Gerais, mas foi dispensado em menos de um mês. Bernardo alegou que não houve nenhum caso de indisciplina. Dias depois, acertou com o Capixaba para a disputa do Campeonato Capixaba.
Em maio de 2025, foi anunciado como novo reforço do Jaraguá, para a disputa da Série C do Campeonato Catarinense.

## Seleção Brasileira
Com a seleção, Bernardo foi campeão do Campeonato Sul-Americano Sub-15 de 2005 e do Campeonato Sul-Americano Sub-17 de 2007.

## Vida pessoal
- Em 21 de Abril de 2013, Bernardo foi sequestrado e torturado com choques elétricos pelo traficante Marcelo Santos das Dores, também conhecido como "Menor P". A provável razão que levou ao incidente foi o jogador estar se relacionando com Daiane Rodrigues, a suposta "namorada número 1" do criminoso.
- Bernardo tem quatro filhos: Beatriz, Enzo, Lucca e Matteo. Atualmente comprometido com Patrícia Mello, mesmo após o episódio de 2015, onde ela o processou e ameaçou se suicidar.

## Clubes
Atualizado até 22 de outubro de 2014.
| Clube             | Temporada         | Campeonato nacional | Campeonato nacional | Copa nacional | Copa nacional | Competições continentais[a] | Competições continentais[a] | Outros torneios[b] | Outros torneios[b] | Total | Total |
| Clube             | Temporada         | Jogos               | Gols                | Jogos         | Gols          | Jogos                       | Gols                        | Jogos              | Gols               | Jogos | Gols  |
| ----------------- | ----------------- | ------------------- | ------------------- | ------------- | ------------- | --------------------------- | --------------------------- | ------------------ | ------------------ | ----- | ----- |
| Cruzeiro          | 2009              | 13                  | 1                   | –             | –             | 4                           | 0                           | 9                  | 1                  | 26    | 2     |
| Cruzeiro          | 2010              | –                   | –                   | –             | –             | 3                           | 1                           | 11                 | 2                  | 14    | 3     |
| Cruzeiro          | Total             | 13                  | 1                   | –             | –             | 7                           | 1                           | 20                 | 3                  | 40    | 5     |
| Goiás             | 2010              | 26                  | 7                   | –             | –             | 5                           | 0                           | –                  | –                  | 31    | 7     |
| Goiás             | Total             | 26                  | 7                   | –             | –             | 5                           | 0                           | –                  | –                  | 31    | 7     |
| Vasco da Gama     | 2011              | 30                  | 6                   | 10            | 2             | 8                           | 4                           | 10                 | 6                  | 58    | 18    |
| Vasco da Gama     | 2012              | –                   | –                   | –             | –             | –                           | –                           | 5                  | 1                  | 5     | 1     |
| Vasco da Gama     | 2013              | 4                   | 1                   | –             | –             | –                           | –                           | 15                 | 7                  | 19    | 8     |
| Vasco da Gama     | 2014              | –                   | –                   | 1             | 0             | –                           | –                           | 13                 | 3                  | 14    | 3     |
| Vasco da Gama     | 2015              | –                   | –                   | –             | –             | –                           | –                           | 4                  | 2                  | 4     | 2     |
| Vasco da Gama     | Total             | 34                  | 7                   | 11            | 2             | 8                           | 4                           | 47                 | 19                 | 100   | 32    |
| Santos            | 2012              | 14                  | 1                   | –             | –             | –                           | –                           | –                  | –                  | 14    | 1     |
| Santos            | Total             | 14                  | 1                   | –             | –             | –                           | –                           | –                  | –                  | 14    | 1     |
| Palmeiras         | 2014              | 7                   | 0                   | 0             | 0             | 0                           | 0                           | –                  | –                  | 7     | 0     |
| Palmeiras         | Total             | 7                   | 0                   | 0             | 0             | 0                           | 0                           | –                  | –                  | 7     | 0     |
| Volta Redonda     | 2020              | 0                   | 0                   | 0             | 0             | 0                           | 0                           | 5                  | 0                  | 5     | 0     |
| Volta Redonda     | Total             | 0                   | 0                   | 0             | 0             | 0                           | 0                           | 5                  | 0                  | 5     | 0     |
| Total na carreira | Total na carreira | 94                  | 16                  | 11            | 2             | 20                          | 5                           | 73                 | 22                 | 197   | 45    |

- a. ^ Inclui jogos da Libertadores e Sul-Americana
- b. ^ Jogos do campeonato estadual

## Seleção
Atualizado até 1 de fevereiro de 2014.
Abaixo estão listados todos e jogos e gols do futebolista pela Seleção Brasileira, desde as categorias de base. Abaixo da tabela, clique em expandir para ver a lista detalhada dos jogos de acordo com a categoria selecionada.
Sub-15
| Ano   |       |      |
| Ano   | Jogos | Gols |
| ----- | ----- | ---- |
| 2005  | 6     | 5    |
| Total | 6     | 5    |

|    | Data                  | Local                            | Resultado | Adversário | Gols | Competição           |
| -- | --------------------- | -------------------------------- | --------- | ---------- | ---- | -------------------- |
| 1. | 23 de outubro de 2005 | Montero, Bolívia                 | 6–0       | Equador    | 1    | Sul-Americano Sub-15 |
| 2. | 25 de outubro de 2005 | Santa Cruz de la Sierra, Bolívia | 2–1       | Paraguai   | —    | Sul-Americano Sub-15 |
| 3. | 27 de outubro de 2005 | Montero, Bolívia                 | 2–0       | Uruguai    | —    | Sul-Americano Sub-15 |
| 4. | 31 de outubro de 2005 | Montero, Bolívia                 | 3–1       | Colômbia   | —    | Sul-Americano Sub-15 |
| 5. | 2 de novembro de 2005 | Santa Cruz de la Sierra, Bolívia | 3–2       | Bolívia    | 1    | Sul-Americano Sub-15 |
| 6. | 4 de novembro de 2005 | Santa Cruz de la Sierra, Bolívia | 6–2       | Argentina  | 3    | Sul-Americano Sub-15 |

## Títulos
Cruzeiro
- Campeonato Mineiro: 2009

Vasco da Gama
- Copa do Brasil: 2011
- Campeonato Carioca: 2015

Seleção Brasileira
- Campeonato Sul-Americano Sub-15: 2005
- Campeonato Sul-Americano Sub-17: 2007

### Artilharias
- Artilheiro do Vasco no ano de 2011: 18 gols
- Taça Rio de 2011: 6 gols